# Giuliana Carlino
Giuliana Carlino (Scontrone, 25 agosto 1951) è una politica italiana, senatrice dell'Italia dei Valori.

## Biografia
Eletta al Senato nel 2008 con l'Italia dei Valori, si ricandida nel 2013 con Rivoluzione Civile, ma non viene rieletta.